# انتشارات دانشگاه کلمبیا
انتشارات دانشگاه کلمبیا (انگلیسی: Columbia University Press) انتشاراتی دانشگاهی مستقر در نیویورک و وابسته به دانشگاه کلمبیا است. این انتشارات کتاب‌هایی در زمینه علوم انسانی و دانش، از جمله رشته‌های مطالعات فرهنگی، تاریخ، مددکاری اجتماعی، جامعه‌شناسی، دین، فیلم، و مطالعات بین‌الملل چاپ می‌کند. این انتشارات در سال ۱۸۹۳ گشایش یافت.